# Olimpiadi internazionali di astronomia
Le Olimpiadi internazionali di astronomia (International Astronomy Olympiad, IAO) sono una competizione annuale sull'astronomia tra gli studenti delle scuole superiori. È una delle olimpiadi scientifiche; la prima olimpiade si è svolta nel 1996.
Gli studenti partecipanti sono scelti dopo una selezione a carattere nazionale. Le Olimpiadi internazionali si svolgono su tre prove:
- Teorica. Cinque o sei domande di astrofisica, matematica e geometria piana e sferica;
- Osservativa. Riconoscimento di stelle e costellazioni, stima della magnitudine e della distanza angolare;
- Pratica. Domande sui dati ottenuti dopo ipotetiche osservazioni.

Al termine delle tre prove circa il 60% degli studenti viene premiato con diplomi di primo, secondo e terzo grado (corrispondenti alle medaglie di oro, argento e bronzo). A tutti viene inoltre consegnato un diploma di partecipazione.
La maggior parte dei partecipanti viene dall'Europa dell'est e dall'Asia. L'unica nazione del continente americano che abbia mai partecipato è il Brasile. Tra i partecipanti tradizionali vi sono Russia, Cina, India, Svezia, Serbia, Estonia, Lituania, Thailandia, Indonesia, Corea del Sud, Iran, Romania, Bulgaria. L'Ucraina è stata spesso rappresentata dalla Repubblica autonoma di Crimea.
L'Italia ha partecipato per la prima volta nel 2001 e partecipa continuativamente dal 2007. Ha ottenuto il suo miglior risultato nell'edizione 2016, vincendo due medaglie di bronzo, una d'oro, la menzione speciale per la migliore prova teorica senior e per la migliore prova pratica senior.

## Lista Olimpiadi
| Numero      | Anno                            | Nazione ospitante | Città               | Squadre partecipanti |
| ----------- | ------------------------------- | ----------------- | ------------------- | -------------------- |
| I           | 1996, 1-8 novembre              | Russia            | Nižnij Archyz       | 4                    |
| II          | 1997, 21-28 ottobre             | Russia            | Nižnij Archyz       | 4                    |
| III         | 1998, 20-27 ottobre             | Russia            | Nižnij Archyz       | 5                    |
| IV          | 1999, 25 settembre - 2 ottobre  | Ucraina           | Naučnyj             | 7                    |
| V           | 2000, 20-27 ottobre             | Russia            | Nižnij Archyz       | 8                    |
| VI          | 2001, 26 settembre - 3 ottobre  | Ucraina           | Naučnyj             | 7                    |
| VII         | 2002, 22-29 ottobre             | Russia            | Nižnij Archyz       | 11                   |
| VIII        | 2003, 2-8 ottobre               | Svezia            | Stoccolma           | 13                   |
| IX          | 2004, 1-9 ottobre               | Ucraina           | Simeiz              | 18                   |
| X           | 2005, 25 ottobre - 2 novembre   | Cina              | Pechino, Huairou    | 15                   |
| XI          | 2006, 10-19 novembre            | India             | Mumbai              | 16                   |
| XII         | 2007, 29 settembre - 7 ottobre  | Ucraina           | Simeiz              | 23                   |
| XIII        | 2008, 13-21 ottobre             | Italia            | Trieste             | 19                   |
| XIV         | 2009, 8-16 novembre             | Cina              | Hangzhou            | 17                   |
| XV          | 2010, 16-24 ottobre             | Ucraina           | Sudak               | 19                   |
| XVI         | 2011, 22-30 settembre           | Kazakistan        | Alma Ata            | 19                   |
| XVII        | 2012, 16-24 ottobre             | Corea del Sud     | Gwangju             | 22                   |
| XVIII       | 2013, 6-14 settembre            | Lituania          | Vilnius             | 20                   |
| XIX         | 2014, 12-21 ottobre             | Kirghizistan      | Biškek, Cholpon-ata | 17                   |
| XX          | 2015, 15-23 ottobre             | Russia            | Kazan'              | 13                   |
| XXI         | 2016, 5-13 ottobre              | Bulgaria          | Smoljan, Pamporovo  | 16                   |
| XXII        | 2017, 27 ottobre - 4 novembre   | Cina              | Weihai              | 15                   |
| XXIII       | 2018, 6 ottobre - 14 ottobre    | Sri Lanka         | Colombo             | 19                   |
| XXIV        | 2019, 19 ottobre - 27 ottobre   | Romania           | Piatra Neamț        | 22                   |
| XXV (IRAO)  | 2021, 05 novembre - 13 novembre | Italia            | Milano              | 15                   |
| XXVI (IRAO) | 2022, 15 ottobre - 24 ottobre   | Italia            | Matera              | 12                   |
| XXVII       | 2023, 6 novembre - 14 novembre  | Cina              | Beijing             | 9                    |

## Squadra Nazionale Italiana
La squadra Italiana è stata formata da:
| Anno | Nome                      | Categoria |           |
| ---- | ------------------------- | --------- | --------- |
| 2001 | Böhm Albert               | J         | Bronzo    |
| 2001 | Böhm Victoria             | J         |           |
| 2001 | Vidali Francesco          | S         |           |
| 2002 | Böhm Victoria             | J         |           |
| 2002 | Rossi Eduardo             | J         | (BO)      |
| 2004 | Baggio Alessandro         | J         |           |
| 2004 | Sorini Daniele            | J         |           |
| 2004 | Vilardi Demetrio          | J         | (BO)      |
| 2004 | Campagner Dario           | S         |           |
| 2006 | Peri Francesco            | J         | NP        |
| 2006 | Surace Jacopo             | J         | NP        |
| 2006 | Baggio Alessandro         | S         | NP        |
| 2007 | Aricò Giovanni            | J         |           |
| 2007 | Panzera Francesca         | J         |           |
| 2007 | Polimeni Simone           | J         | Bronzo    |
| 2007 | Guaraldi Fabio            | S         | Bronzo    |
| 2007 | Scrobogna Stefano         | S         |           |
| 2008 | Monaci Marco              | J         | Bronzo    |
| 2008 | Zadra Federico            | J         |           |
| 2008 | Agnello Riccardo          | J         |           |
| 2008 | Pitruzzello Giampaolo     | S         |           |
| 2009 | Benedetto Gabriele        | J         |           |
| 2009 | Oliva Angela              | J         |           |
| 2009 | Rigonat Stefano           | J         |           |
| 2009 | Aricò Giovanni            | S         |           |
| 2009 | Getman Fedor              | S         | Bronzo    |
| 2010 | Barilla Giovanni          | J         |           |
| 2010 | Plutino Nicola            | J         |           |
| 2010 | Ribatti Roberto           | J         | Argento   |
| 2010 | Monaci Marco              | S         | (BP)      |
| 2010 | Polimeni Simone           | S         |           |
| 2011 | Altamura Edoardo          | J         | Bronzo    |
| 2011 | Desideri Renato           | J         |           |
| 2011 | Tripodi Roberta           | J         |           |
| 2011 | Benedetto Gabriele        | S         |           |
| 2011 | Malara Andrea             | S         |           |
| 2011 | Ribatti Roberto           | S         | Bronzo    |
| 2012 | Da Vinchie Lisa           | J         |           |
| 2012 | Lopez Francescopaolo      | J         | Argento   |
| 2012 | Rositani Carlo Antonio    | J         |           |
| 2012 | Plutino Nicola            | S         |           |
| 2012 | Shi Chenfu                | S         | Bronzo    |
| 2013 | Codato Marco              | J         | Bronzo    |
| 2013 | Giunta Marco              | J         |           |
| 2013 | Neri Silvia               | J         |           |
| 2013 | Altamura Edoardo          | S         |           |
| 2013 | Barilla Giovanni          | S         |           |
| 2013 | Lopez Francescopaolo      | S         |           |
| 2014 | Cascone Mariastella       | J         | Bronzo    |
| 2014 | Gurrisi Giuseppe          | J         | Bronzo    |
| 2014 | Latella Luca              | J         |           |
| 2014 | Miglionico Pasquale       | S         | Oro       |
| 2014 | Santoni Giacomo           | S         |           |
| 2015 | Benotto Pietro            | J         | (BO)      |
| 2015 | Imbalzano Francesco       | J         |           |
| 2015 | Messina Davide            | J         |           |
| 2015 | Cascone Mariastella       | S         |           |
| 2015 | Neri Silvia               | S         |           |
| 2016 | Pica Ciamarra Lorenzo     | J         | Bronzo    |
| 2016 | Sorrentino Vincenzo       | J         |           |
| 2016 | Suraci Augusto Giuseppe   | J         |           |
| 2016 | Benotto Pietro            | S         | Bronzo    |
| 2016 | Chen Jacopo Guoyi         | S         | (BP) (BT) |
| 2016 | Salvati Flavio            | S         |           |
| 2017 | Aiello Marianna           | J         |           |
| 2017 | Caccese Pietro            | J         | Bronzo    |
| 2017 | Gibilaro Andrea           | J         |           |
| 2017 | Fazzino Giulia            | S         |           |
| 2017 | Tropea Ferdinando Stefano | S         |           |
| 2018 | Altomonte Vittoria        | J         | (BD)      |
| 2018 | Atzeni Sofia              | J         |           |
| 2018 | Cerroni Francesco         | J         |           |
| 2018 | Labate Andrea             | S         | Bronzo    |
| 2018 | Messina Giuseppe          | S         | Bronzo    |
| 2019 | Carbone Marco             | J         | [ 2 ]     |
| 2019 | Citterio Lorenzo          | J         | Bronzo    |
| 2019 | Furlan Sebastian          | J         | Bronzo    |
| 2019 | Altomonte Vittoria        | S         | Bronzo    |
| 2019 | Cama Andrea               | S         | Bronzo    |
| 2020 | Caggese Alessandra        | J         | NP        |
| 2020 | Colaci Marco              | J         | NP        |
| 2020 | Luppino Chiara            | J         | NP        |
| 2020 | Carbone Marco             | S         | NP        |
| 2020 | Maisano Domenico          | S         | NP        |
| 2021 | Luppino Chiara            | J         | Bronzo    |
| 2021 | Stoppa Raffaele           | J         | Bronzo    |
| 2021 | Trunfio Ilenia            | J         | Bronzo    |
| 2021 | Carbone Marco             | S         | Argento   |
| 2021 | Caggese Alessandra        | S         | Bronzo    |
| 2021 | Altomonte Vittoria        | G*        | (BO)      |
| 2022 | Cusimano Andrea           | J         | Bronzo    |
| 2022 | Brunetta Riccardo         | J         | Bronzo    |
| 2022 | Marino Raffaello Pio      | J         | Bronzo    |
| 2022 | Tivan Matteo              | S         | Argento   |
| 2022 | Mandaglio Alessandra      | S         |           |
| 2022 | Caggese Alessandra        | G         | Bronzo    |
| 2022 | Carbone Marco             | G         | Argento   |
| 2023 | Cioffi Francesco          | J         | Bronzo    |
| 2023 | Leccese Francesco         | J         | Argento   |
| 2023 | Manetti Francesco         | J         |           |
| 2023 | Luppino Chiara            | S         | Bronzo    |
| 2023 | Stoppa Raffaele           | S         | Bronzo    |
| 2023 | Tivan Matteo              | G         | (BO)      |

- BO = Miglior prova osservativa
- BP = Miglior prova pratica
- BT = Miglior prova teorica
- BD = Miglior disegno nella prova teorica
- NP = La squadra italiana non si è recata alla gara internazionale (Mumbai, India) a causa di insufficienti condizioni di sicurezza (attentati). Nel 2020 la finale internazionale non è stata disputata a causa della pandemia da Covid-19
- G = A partire dall'anno 2021 alle IAO è stata istituita la categoria Gamma